# Premio Volponi
Il Premio Volponi o meglio il Premio Letterario Nazionale Paolo Volponi nasce nel 2004, a dieci anni dalla scomparsa dello scrittore marchigiano Paolo Volponi per iniziativa di un insieme di associazioni di Fermo con la direzione artistica di Stefano Tassinari.
Il premio viene assegnato ogni anno agli scrittori italiani che si sono distinti con la loro opera nel campo dell'impegno civile..
Organizzatore attuale è ʿIl Circolo di Confusione Fermo e Porto S.Giorgioʾ.
A partire dal 2012 (anno della morte del fondatore Stefano Tassinari) gli è affiancato anche il Premio Opera Prima.

## Vincitori e finalisti
2004: Guido Barbujani: Questione di razza (Mondadori)
- Massimo Carlotto, Maria Rosa Cutrufelli, Pino Cacucci, Marco Baliani

2005: Sergio Pent: Un cuore muto (Edizioni E/O) 
- Gianfranco Bettin, Edoardo Nesi, Laura Pariani, Mauro Covacich

2006: Mario Desiati: Vita precaria e amore eterno (Mondadori)
- Bruno Arpaia, Silvia Ballestra, Vincenzo Pardini, Claudio Piersanti

2007: Marcello Fois: Memoria del vuoto (Einaudi)
- Romolo Bugaro, Laura Facchi, Rosa Matteucci, Paolo Teobaldi

2008: Eraldo Affinati: La città dei ragazzi (Mondadori) 
- Carlo D'Amicis, Milena Magnani

2009: Ascanio Celestini: Lotta di classe (Einaudi)
- Luigi Di Ruscio, Walter Siti

2010: Nicola Lagioia: Riportando tutto a casa (Einaudi)
- Sebastiano Nata, Laura Pugno

2011: Paolo Di Stefano: La catastròfa (Sellerio)
- Gilberto Severini, Andrea Bajani

2012: Alessandro Leogrande: Il naufragio (Feltrinelli)
- Franco Arminio, Davide Orecchio
  - Opera prima: Alessandra Sarchi: Violazione (Einaudi)

2013: Romano Luperini: L'uso della vita (Transeuropa)
- Antonio Moresco, Francesco Permunian
  - Opera prima: Kareen De Martin Pinter: L'animo leggero (Mondadori)

2014: Giorgio Falco: La gemella H (Einaudi)
- Francesco Pecoraro, Luca Rastello
  - Opera prima: ex aequo Stefano Valenti: La fabbrica del panico (Feltrinelli) e Luisa Brancaccio: Stanno tutti bene tranne me (Einaudi)

2015: Marco Balzano: L'ultimo arrivato (Sellerio)
- Romolo Bugaro, Andrea Caterini
  - Opera prima: Marco Peano: L'invenzione della madre (Minimum Fax)

2016: Simona Vinci: La prima verità (Einaudi)
- Rosa Matteucci, Stefano Valenti
  - Opera prima: Gabriele Di Fronzo: Il grande animale (Nottetempo)

2017: Giosuè Calaciura: Borgo Vecchio (Sellerio)
- finalisti[5]: Vitaliano Trevisan, Matteo Nucci e Giosuè Calaciura
  - Opera prima: Athos Zontini: Orfanzia (Bompiani)

2018: Daniele Mencarelli: La casa degli sguardi (Mondadori)
- Rossella Milone, Andrea Gentile
  - Opera prima: Matteo Cavezzali: Icarus. Ascesa e caduta di Raul Gardini (Minimum fax)